# NGC 5479
NGC 5479 (również PGC 50282) – galaktyka eliptyczna (E-S0), znajdująca się w gwiazdozbiorze Małej Niedźwiedzicy. Odkrył ją Lewis A. Swift 11 czerwca 1884 roku. Jest to galaktyka z aktywnym jądrem.